# Krim-Congo-hemorragische koorts

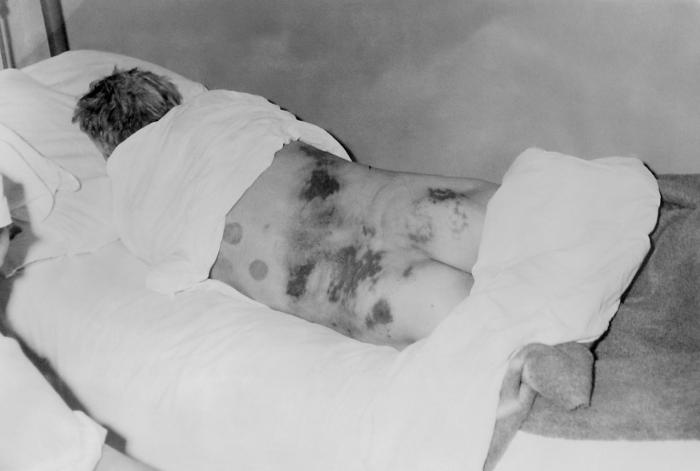
Patiënt met Krim-Congo-hemorragische koorts in 1969

De Krim-Congo-hemorragische koorts is een virusziekte die overgebracht wordt door teken van het geslacht Hyalomma. 

## Geschiedenis
De naam Krim-Congovirus is ontleend aan de plaatsen waar deze ziekte voor het eerst werd ontdekt. In 1944 werden Sovjetsoldaten op de Krim getroffen door deze ziekte. In 1956 werd de kwaal ontdekt in Belgisch-Congo.

## Voorkomen
Het Krim-Congovirus komt voor in Afrika, de Balkan, het Midden-Oosten en Azië en het is bij diverse diersoorten aangetoond. Sporadisch treden infecties bij de mens op met mensen die met vee werken als de voornaamste risicogroep. Het verspreidingsgebied van de teek breidt zich steeds verder uit.
Begin 2008 stierven in Turkije zo'n twintig mensen aan Krim-Congo-hemorragische koorts. De zes jaar daarvoor stierven zeker 114 mensen, vooral herders en boeren. De teek komt vooral voor in Midden- en Oost-Turkije. 

## Klinisch beeld
Hoewel infecties bij dieren vaak asymptomatisch verlopen, is infectie met het Krim-Congovirus bij mensen een ernstig ziektebeeld. Het ziektebeeld begint met griepachtige klachten als koorts, spierpijn en malaise. Daarnaast kunnen symptomen zoals pijnlijke lymfeklieren, gewrichtspijn, hoofdpijn, sufheid, buik- en luchtwegklachten optreden. Hemorragische symptomen, zoals huidbloedingen, bloedneuzen, bloedbraken en bloederige ontlasting, komen bij meer dan de helft van de patiënten voor. Complicaties zijn acute respiratory distress syndrome, acuut nierfalen en shock. De mortaliteit is ongeveer dertig procent en in de tweede week nemen de klachten af. De behandeling is symptomatisch en ondersteunend.